# برج بلو کراس بلو شیلد
برج بلو کراس بلو شیلد، (به انگلیسی: Blue Cross Blue Shield Tower) آسمان‌خراش ۵۷ طبقه به ارتفاع ۲۴۳ متر، با کاربری مسکونی-اداری است، که در شهر شیکاگو، ایلینوی، ایالات متحده آمریکا مستقر می‌باشد. پروژه ساخت فاز یک این ساختمان در سال ۱۹۹۵ آغاز و در ۱۹۹۷ تکمیل شد، سپس در سال ۲۰۰۷ پروژه احداث فاز دو این ساختمان آغاز و در ۲۰۱۰ تکمیل و افتتاح گردید.